# Carinosquilla spinosa
Carinosquilla spinosa is een bidsprinkhaankreeftensoort uit de familie van de Squillidae. De wetenschappelijke naam van de soort is voor het eerst geldig gepubliceerd in 2002 door Ahyong & Naiyanetr.